# Requetés
 (décembre 2022).
Si vous disposez d'ouvrages ou d'articles de référence ou si vous connaissez des sites web de qualité traitant du thème abordé ici, merci de compléter l'article en donnant les références utiles à sa vérifiabilité et en les liant à la section « Notes et références ».

Le drapeau traditionnel carliste : la Croix de Bourgogne.

Les Requetés sont les miliciens carlistes espagnols, reconnaissables à leur béret rouge, essentiellement paysans et artisans, défendant « Dieu, la Patrie et le Roi ».

## Historique
Les Requetés étaient des carlistes navarrais pendant la Première Guerre carliste. Au début du XXe siècle, la milice carliste a adopté ce nom, et il a été repris plus tard par les volontaires carlistes (notamment navarrais) qui ont combattu du côté franquiste pendant la guerre civile de 1936-1939.
Les quatre premiers bataillons carlistes qui se sont formés à l'automne 1833 au début de la Première Guerre Carliste ont reçu des surnoms pour être distingués entre eux. Cela vient de la coutume ancestrale qui existait en Navarre de donner un surnom à tout. Les surnoms de ces quatre bataillons ont été Salada, Morena, Requeté et Hierbabuena. En ce qui concerne le surnom inconnu, sans racine, de requeté, des auteurs contemporains disent que, étant donné l'état désastreux dans lequel on trouvait les vêtements du troisième bataillon après les escarmouches à la fin de 1833 dans les montagnes navarraises envahies de bruyères, ceux des autres bataillons se sont moqués d'eux et chantaient : 
« Tápate soldado, tápate, que el culo se te ve. »
« Couvre-toi soldat, couvre-toi, [parce qu']on voit ton cul. »
Ceux de ce bataillon ont bien pris cette moquerie et ont transformé leur chanson. Mais en entrant dans un village, pour ne pas scandaliser les femmes, ils changeaient les paroles et chantaient : 
« Tápate soldado, tápate, que se te ve el requeté. »
« Couvre-toi soldat, couvre toi, [parce qu']on te voit le requeté. »
Au début du XXe siècle, plusieurs organisations carlistes ont utilisé cette dénomination pour elles ou leurs publications périodiques dans différents lieux de l'Espagne : Catalogne, Aragon, Andalousie. Une d'elles a été fondée par Juan María Roma comme une organisation de la jeunesse du carlisme en 1907. Il avait comme organe d'expression Lo Mestre Titas.
Sous la direction de Joaquin Llorens, l'organisation s'est transformée, à partir de 1913, en organisation paramilitaire du carlisme en suivant l'exemple des Camelots du roi — la branche militante de l'Action française de Charles Maurras — a maintenu une faible activité durant les années de la Première Guerre mondiale, se réactivant en 1920 sous la direction Juan Pérez Nájera et surtout après la proclamation de la Seconde République espagnole, principalement en Navarre, où il y avait quelque 10 000 Requetés organisés.
En 1932, José Enrique Varela s'est chargé du quartier général des Requetés, qu'il a militairement organisés : depuis l'unité de base, la patrouille, qui était composée de 5 bérets rouges et un chef. Le requeté formait une compagnie de 246 hommes et finalement un "tiers" (tercio) qui était formé par trois compagnies. Ricardo Rada prend en charge l'organisation en 1935 et en juillet 1936 les Requetés comptaient 30 000 hommes.
Le 15 avril 1934, a eu lieu l'Acto de Quintillo à Séville, qui a consisté en la présentation et le défilé public de la milice armée carliste. Dans cette action, ont pris part 650 bérets rouges Andalous, habillés et entrainés militairement. Ce défilé fait suite à ceux auxquels ont pu assister les dirigeants carlistes nationaux jusque-là, démontrant ainsi la force qu'avaient les requetés en dehors de leur environnement traditionnel.
Pendant la Guerre civile espagnole, les tercios de requetés, qui ont combattu avec Franco, ont eu une activité importante. Au total ont été constitués 41 tercios : 10 composés de Navarrais, 8 de Basques, 8 de Castillans, 7 d'Andalous, 6 d'Aragonais, 2 d'Asturiens et 1 par des Catalans. Les noms de tous sont gravés dans les stations de la Via Crucis de Montejurra. On calcule qu’environ un peu plus de 60 000 requetés ont pris part à la guerre civile dont quelque 6 000 sont morts.